# Tysklands Grand Prix 2008
Tysklands Grand Prix 2008 var det tionde av 18 lopp ingående i formel 1-VM 2008.

## Rapport
Lewis Hamilton i McLaren hade pole position före Felipe Massa i Ferrari. Bakom dem följde Heikki Kovalainen i McLaren, Jarno Trulli i Toyota, Fernando Alonso i Renault, Kimi Räikkönen i Ferrari, Robert Kubica i BMW och Mark Webber i Red Bull. Hamilton var överlägsen och vann före Nelsinho Piquet och Massa. Piquet, som startade från den sjuttonde startrutan, gjorde ett imponerande lopp och tog här sin första pallplats.

## Resultat
1. Lewis Hamilton, McLaren-Mercedes, 10 poäng
2. Nelsinho Piquet, Renault, 8
3. Felipe Massa, Ferrari, 6
4. Nick Heidfeld, BMW, 5
5. Heikki Kovalainen, McLaren-Mercedes, 4
6. Kimi Räikkönen, Ferrari, 3
7. Robert Kubica, BMW, 2
8. Sebastian Vettel, Toro Rosso-Ferrari, 1
9. Jarno Trulli, Toyota
10. Nico Rosberg, Williams-Toyota
11. Fernando Alonso, Renault
12. Sébastien Bourdais, Toro Rosso-Ferrari
13. David Coulthard, Red Bull-Renault
14. Giancarlo Fisichella, Force India-Ferrari
15. Kazuki Nakajima, Williams-Toyota
16. Adrian Sutil, Force India-Ferrari
17. Jenson Button, Honda

### Förare som bröt loppet
- Rubens Barrichello, Honda (varv 50, olycksskada)
- Mark Webber, Red Bull-Renault (40, oljeläcka)
- Timo Glock, Toyota (35, olycka)